# كيد الحموات (مسلسل)
كيد الحموات مسلسل مصري تدور أحداث المسلسل في إطار دراما كوميدية، حول 4 سيدات مختلفات في طباعهن الشخصية، يتزوج أبناؤهن فيبدأن في تطبيق نظرية سيطرة الحموات، سواء على زوجات أبنائهن، أو حتى على الأبناء شخصيًا.

## طاقم العمل
أشترك في التمثيل
| - إحسان الترك - أسماء عصام - حمدي حفني - عيد أبو الحمد - حسان محمد - محمد البططي - حازم فؤاد - محمود جليفون:والد تفيدة | - ناني سعد الدين - هدى أحمد - زينب سعيد - دعاء صلاح - صفاء حسين - هالة هاشم - سامح إبراهيم - حسن عمر | - عبد الحميد سند: ضابط شرطة - نهلة ابراهيم - هانى جرجس - مجدي فوزي - مدحت فؤاد - سامر السيد - محمد علي - مجدي عبد الظاهر | - محمد دياب+ - فيفيان أمين - علي جمال الدين - نجلاء فتحي - محمد جاد - يسري مصطفى - سكر شريف - رانيا مصطفى | - رضوى عادل أمانة - غرام ابراهيم - وائل شفيق - سحر عبد الحميد - عبد الله حفني - سيد جبر - عبد الحميد فتحي - أيمن حموده | - زياد يوسف:(الرائد احمد) - سما سعيد - محمود بشير - حسان العربي - عادل محمد - سامر المنياوي - نهى الليثي - هاجر أحمد |